# Kóka
Kóka é um município da Hungria, situado no condado de Peste. Tem 44,36 km² de área e sua população em 2015 foi estimada em 4.358 habitantes.